# Ballet Austin

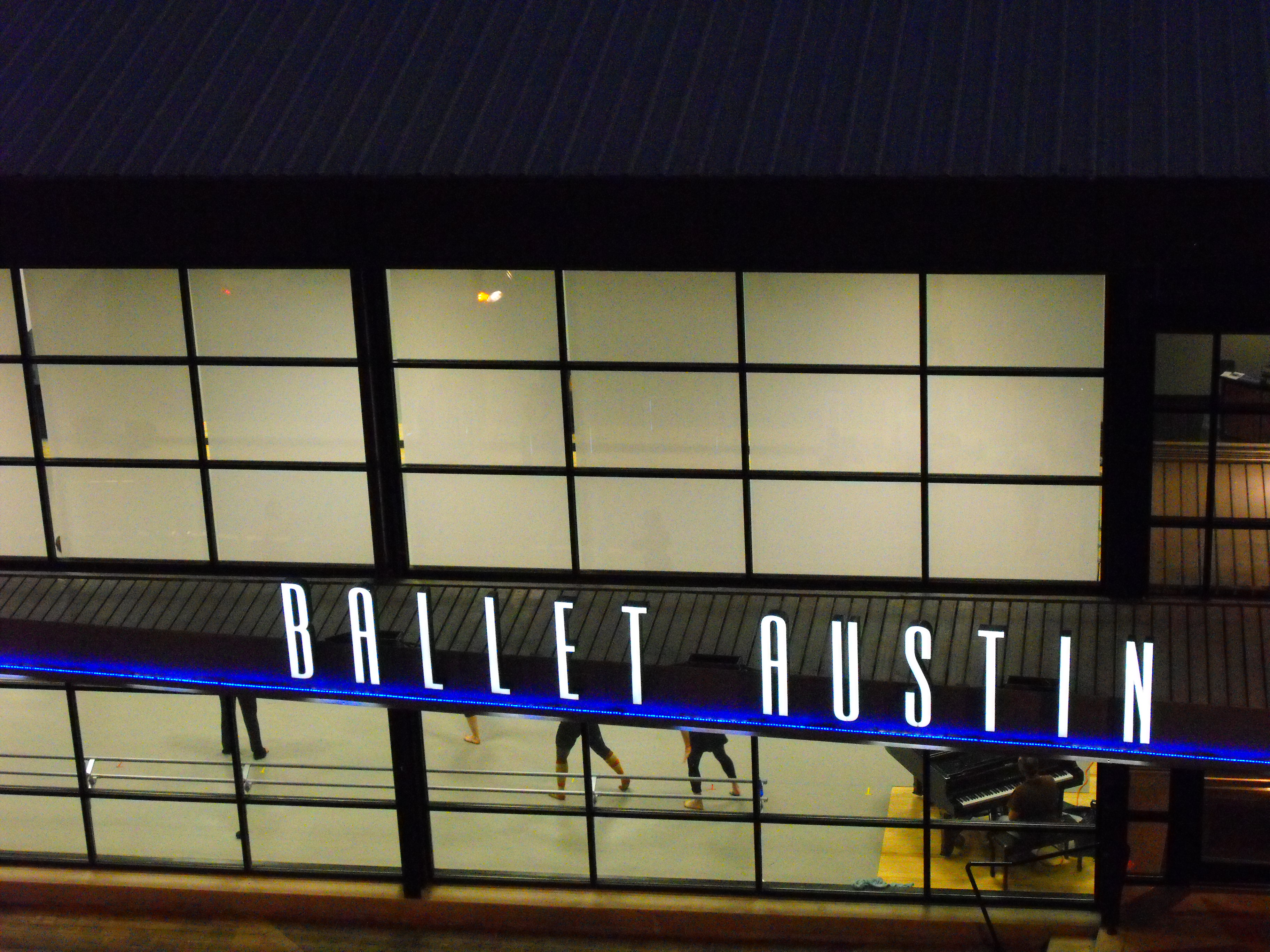
Insegna della Ballet Austin

La Ballet Austin è una delle maggiori accademie di danza del Texas. È situata ad Austin negli Stati Uniti e il suo attuale direttore artistico è Stephen Mills.
La Ballet Austin si occupa di numerosi generi di danza, tra cui danza classica, danza moderna e hip-hop.